# Renault RS19
A Renault RS19 egy Formula–1-es versenyautó, melyet a Renault F1 tervezett és versenyeztetett a 2019-es Formula–1 világbajnokság során. Pilótái Daniel Ricciardo és Nico Hülkenberg voltak.

## Áttekintés
Az év elején igazolt a csapathoz Daniel Ricciardo a Red Bulltól. Cyril Abiteboul, a csapat igazgatója a szezon előtt azt mondta, hogy főként motorfronton fejlesztettek óriásit 2016 óta. Magán az autón szezon közben is alakítottak, a legnagyobb frissítést a francia nagydíjon kapta, ám ezek nem váltották be a hozzájuk fűzött reményeket.
Kétségtelen, hogy a Renault-motor azokon a pályákon, ahol a nyers motorerőnek nagy szerepe van (mint például Monzában), teljesítménye okán előkelő pozícióba repítette a két autót, de a rossz aerodinamika és különféle meghibásodások miatt a csapat csak a középmezőny stabil tagja lehetett. A 21 versenyből 8 olyan is volt, amikor egyik pilóta sem szerzett pontot.
Mindezekre tekintettel komoly átalakításokat kezdtek el a szezon végén. Nick Chester távozott, a helyére a Ferrari és a McLaren korábbi aerodinamikai szakértője, Pat Fry és Dirk de Beer érkezett.

## A szezon
Elég nehezen indult az év, ugyanis az első 12 versenyen, tehát a szezon valamivel több mint a felében csak 39 pontot tudtak szerezni, 43-mal kevesebbet, mint az előző év ugyanezen szakaszában. A nyári szünetnek így konstruktőri hatodikként vághattak neki.
A csapat egy újítása, a fékegyensúly-állító rendszer ellen a Racing Point csapat óvással élt - noha nem ütközött a technikai szabályok egyikébe sem, nem felelt meg annak az általános szabálynak, miszerint a versenyzőnek egyedül, segítség nélkül kell vezetnie. Ennek köszönhetően a japán nagydíjról mindkét Renault-pilótát diszkvalifikálták. A rendszer automatikusan állította a fékegyensúlyt, ahogy az autó haladt a pályán. A szezon végén a konstruktőri ötödik helyet szerezték meg.
A Renault általában a gyors pályákon volt jó, így például Kanadában, vagy éppen Olaszországban. A kaotikus német nagydíjon Nico Hülkenberg a győzelemre is esélyes lehetett volna, ha nem csúszik ki a kavicságyba a nedves pályán.

## Eredmények
| Év        | Csapat          | Motor             | Gumik | Pilóták          | Versenyek | Versenyek | Versenyek | Versenyek | Versenyek | Versenyek | Versenyek | Versenyek | Versenyek | Versenyek | Versenyek | Versenyek | Versenyek | Versenyek | Versenyek | Versenyek | Versenyek | Versenyek | Versenyek | Versenyek | Versenyek | Pontok | Helyezés |
| Év        | Csapat          | Motor             | Gumik | Pilóták          | AUS       | BHR       | CHN       | AZE       | ESP       | MON       | CAN       | FRA       | AUT       | GBR       | GER       | HUN       | BEL       | ITA       | SIN       | RUS       | JPN       | MEX       | USA       | BRA       | ABU       | Pontok | Helyezés |
| --------- | --------------- | ----------------- | ----- | ---------------- | --------- | --------- | --------- | --------- | --------- | --------- | --------- | --------- | --------- | --------- | --------- | --------- | --------- | --------- | --------- | --------- | --------- | --------- | --------- | --------- | --------- | ------ | -------- |
| 2019      | Renault F1 Team | Renault E-Tech 19 | P     | Nico Hülkenberg  | 7         | 17†       | KI        | 14        | 13        | 13        | 7         | 8         | 13        | 10        | KI        | 12        | 8         | 5         | 9         | 10        | DSQ       | 10        | 9         | 15        | 12        | 91     | 5        |
| 2019      | Renault F1 Team | Renault E-Tech 19 | P     | Daniel Ricciardo | KI        | 18†       | 7         | KI        | 12        | 9         | 6         | 11        | 12        | 7         | KI        | 14        | 14        | 4         | 14        | KI        | DSQ       | 8         | 6         | 6         | 11        | 91     | 5        |
| Források: |                 |                   |       |                  |           |           |           |           |           |           |           |           |           |           |           |           |           |           |           |           |           |           |           |           |           |        |          |

† - nem fejezte be a futamot, de rangsotolták, mert teljesítette a versenytáv 90 százalékát.
- † – Nem fejezte be a futamot, de rangsorolva lett, mert teljesítette a versenytáv 90%-át.

Félkövérrel jelölve a leggyorsabb kör

## Fordítás
- Ez a szócikk részben vagy egészben  a   Renault R.S.19 című angol Wikipédia-szócikk ezen változatának fordításán alapul.  Az eredeti cikk szerkesztőit annak laptörténete sorolja fel. Ez a jelzés csupán a megfogalmazás eredetét és a szerzői jogokat jelzi, nem szolgál a cikkben szereplő információk forrásmegjelöléseként.